# Personal Hell
"Personal Hell" é uma canção da cantora alemã Kim Petras, contida no seu álbum de estreia, Clarity (2019). Foi lançada em 12 de Junho de 2019 pela BunHead, servindo como oitavo single promocional do álbum.
Na música, Kim procura por amor para salvá-la de seu “inferno pessoal”, o que é uma metáfora para fazer sexo.